# Florestas na Terra Média

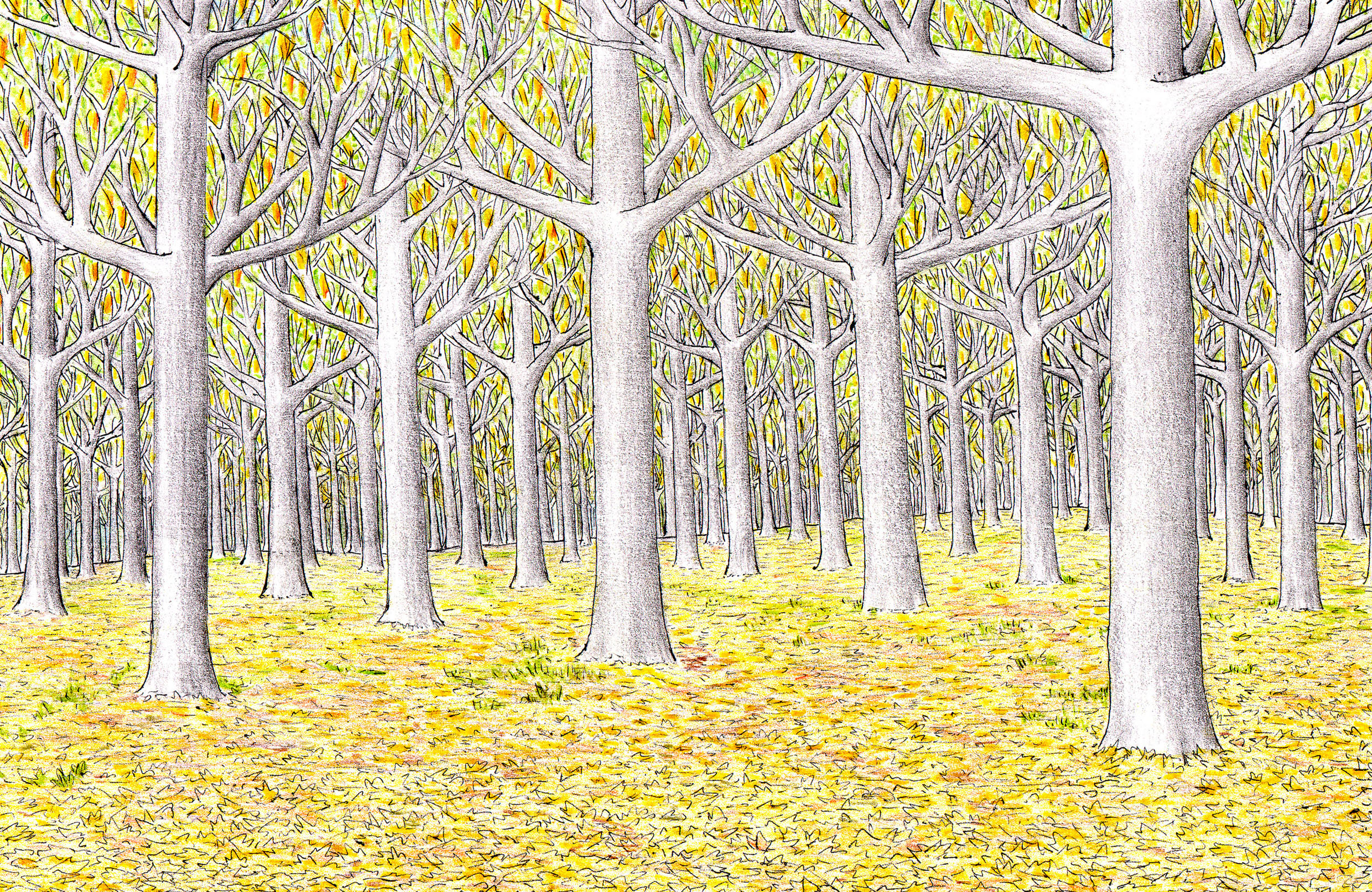
Impressão artística de um grupo de árvores fictícias Mallorn, de J. R. R. Tolkien, com folhas verdes e prateadas, na fortaleza élfica de Lothlórien.

As florestas desempenham um papel recorrente no mundo fantástico de Terra Média, criado por J. R. R. Tolkien. Em O Hobbit, Bilbo Bolseiro e seus companheiros enfrentam aventuras nas Trollshaws e em  Trevamata. Em O Senhor dos Anéis, Frodo Bolseiro e seus aliados atravessam bosques em Condado, perseguidos pelos Cavaleiros Negros; para escapar, entram na temida Floresta Velha, onde enfrentam outros perigos. Mais tarde, a Sociedade do Anel chega ao reino élfico florestal de Lothlórien; após a separação da Sociedade, Frodo e Sam Gamgee atravessam Ithilien, com sua vegetação mediterrânea, enquanto Meriadoc Brandebuque [en] e Pippin Took [en] exploram a antiga floresta de Fangorn. Os Cavaleiros de Rohan, a caminho da guerra, recebem permissão para usar uma estrada secreta através da floresta dos Drúedain [en], ou woses. O Silmarillion também apresenta florestas, tanto em Beleriand, lar do reino élfico florestal de Doriath, protegido pela magia de Melian, uma Maia, quanto no sul de Valinor, onde os Valar caçavam nos bosques de Oromë.
Críticos observam que a Terra Média é ambientada em um passado distante, quando florestas primitivas ainda existiam. As florestas desempenham papéis variados nas obras de Tolkien. Em O Hobbit, a Trevamata representa a floresta sombria e proibitiva dos contos de fadas. Em O Senhor dos Anéis, estudiosos sugerem que as florestas simbolizam a natureza, em oposição à industrialização, além de incorporarem elementos de contos de fadas e folclore, transmitindo também uma mensagem psicológica.

## Contexto
J. R. R. Tolkien foi um acadêmico de literatura inglesa, filólogo e medievalista, interessado em linguagem e poesia da Idade Média, especialmente da Inglaterra anglo-saxã e do norte da Europa. Seu conhecimento de obras como Beowulf moldou seu mundo fictício da Terra Média, incluindo seu romance fantástico O Senhor dos Anéis.
A Terra Média, ou mais precisamente o mundo de Arda, representa, segundo Paul H. Kocher [en], "nossa própria Terra verde e sólida em uma era remota do passado".

## Florestas
Tolkien utiliza florestas em toda a Terra Média, desde as Trollshaws e a Trevamata em O Hobbit, que reaparecem em O Senhor dos Anéis, até a Floresta Velha, Lothlórien, Fangorn e a floresta mediterrânea de Ithilien, presentes em capítulos de O Senhor dos Anéis, além das grandes florestas de Beleriand, uma região do oeste da Terra Média perdida ao fim da Primeira Era, e de Valinor, o reino abençoado, mencionado em O Silmarillion. Quando a Terra Média ainda estava "em um crepúsculo sob as estrelas", "as coisas vivas mais antigas haviam surgido: ... na terra, as sombras de grandes árvores".

As principais florestas da Terra Média, mapeadas. As florestas são mostradas em verde.
Mapa esquemático de Beleriand na Primeira Era.
Mapa esquemático do noroeste da Terra Média no fim da Terceira Era.

### O Hobbit
Bilbo e seu grupo partem de sua casa no Condado rumo ao desconhecido, encontrando trolls nas Trollshaws, uma região arborizada ao norte da Estrada do Leste, entre os rios Hoarwell e Bruinen. Descrita como "o bosque dos trolls" no texto principal, o nome "Trollshaws" deriva de troll e shaw, um termo arcaico em inglês para um pequeno bosque ou mata.
Após cruzarem as Montanhas Sombrias e o Grande Rio (Anduin), o grupo enfrenta dificuldades na Trevamata, uma vasta e escura floresta com áreas de pinheiros, e em outros locais, de carvalhos e faias. O mago Gandalf a descreve como "a maior floresta do mundo do Norte". Antes de ser obscurecida pelo mal, era chamada de Floresta Verde, a Grande.

### O Senhor dos Anéis
"'As histórias sobre ela são verdadeiras?' perguntou Pippin.
'Não sei que histórias você quer dizer,' respondeu Merry. 'Se for sobre as histórias assustadoras que as babás de Medievalismo contavam ao Fatty... eu diria que não... Mas a Floresta é estranha. Tudo nela parece mais vivo, mais consciente do que acontece ao redor, por assim dizer, do que no Condado. E as árvores não gostam de estranhos. Elas te observam. Geralmente, se contentam em apenas vigiar, enquanto é dia, e não fazem pouco faziam. Às vezes, as mais hostis podem derrubar um galho, estender uma raiz ou tentar te pegar com uma longa trepadeira. Mas à noite, as coisas podem ser muito assustadoras, pelo menos é o que dizem. Só estive lá dentro uma ou duas vezes após o anoitecer, e apenas perto da borda. Parecia que todas as árvores sussurravam umas com as outras, passando notícias e conspirações em uma língua incompreensível; e os galhos se agitavam e tateavam sem vento algum. Dizem que as árvores realmente se mover, cercando e aprisionando estranhos."'

Em O Senhor dos Anéis, Frodo Baggins e seus companheiros atravessam os bosques familiares do Condado, perseguidos pelos Cavaleiros Negros; Para escapar, decidem entrar na Floresta Velha. Trata-se de uma floresta antiga, situada logo além das fronteiras orientais do Condado, temida pela maioria de seus habitantes. Meriadoc Brandebuque, que vive em Brandebórcia próximo à Floresta Velha, sabe um pouco mais que os outros Hobbits, mas nenhum deles está preparado para o que encontram ao tentar atravessá-la.
Lothlórien é o reino encantado dos Elfos que permanecem na Terra Média na Terceira Era. Suas florestas incluem um grupo de altas árvores Mallorn, onde os elfos vivem em plataformas elevadas, na cidade arboríflorea de Caras Galadhon. A floresta, diferente do resto da Terra Média, permanece intocada, como era antes do Corrompimento de Arda, brilhando com uma luz dourada.
Meriadoc Brandebuque e Pippin Took entram na antiga floresta de Fangorn, ao sul das Montanhas Sombrias. O nome deriva do líder dos Ents, gigantes semelhantes a árvores que habitam a região e cuidam das árvores. Algumas árvores, chamadas Huorns, estão despertando, tornando-se aparentemente sencientes [en], assemelhando-se aos Ents, enquanto outros Ents parecem adormecer, tornando-se mais "arborizados".
Frodo e Samgee atravessam a fértil Ithilien, ao sul do Condado, próxima à maligna terra de Mordor. Críticos destacam sua semelhança com a Itália, tanto em latitude quanto na vegetação mediterrânea: "Muitas grandes árvores cresciam ali, ... havia bosques e matas de tamarisco, terebinto aromático, oliveira e loureiro; além de zimbros e murtas."
A floresta dos Drúedain é antiga, habitada por uma raça que lembra os wodwos mitológicos, homens selvagens das florestas da Britânia e da Europa, chamados de woses pelos Cavaleiros de Rohan. Irritados com as ações do inimigo, os woses permitem que os Cavaleiros usem uma estrada secreta por sua floresta.

### O Silmarillion
As principais florestas de Beleriand incluem a Floresta de Brethil, o reino élfico florestal de Doriath, lar dos Sindar, e a grande floresta meridional de Taur-im-Duinath, que ocupa grande parte do leste de Beleriand. Doriath é protegida pelo "cinturão de Melian", uma defesa mágica que envolve o reino florestal de  Thingol.
A parte sul do reino abençoado de Valinor abriga os Bosques de Oromë, onde o Vala gostava de caçar.

## Análise

### Floresta sombria e proibitiva dos contos de fadas
Enquanto falava, a borda escura da floresta surgiu diretamente à sua frente. A noite parecia ter se refugiado sob suas grandes árvores, afastando-se da aurora que se aproximava. ... [Merry] liderou o caminho sob os enormes galhos das árvores. Antigas além da imaginação, elas pareciam. Grandes barbas de líquen pendiam delas, balançando e ondulando na brisa.

Michael Brisbois, escrevendo em Tolkien Studies, comenta que, em O Senhor dos Anéis, as florestas majoritariamente de folhosas ou mistas, com florestas de coníferas em terrenos mais altos, como em Valfenda e no sul da Trevamata, são realistas o suficiente para conduzir o leitor do "hiper-real" ao "fantástico". Para o estudioso de Tolkien Tom Shippey [en], a menção à Trevamata ecoa a mitologia nórdica do Elder Edda, com as florestas sem caminhos do norte, além das Montanhas Sombrias, mencionadas em um dos poemas do Edda, o Skírnismál. O biógrafo de Tolkien, John Garth [en], observa que Tolkien usou o nome Trevamata também para Taur-nu-Fuin, em Beleriand (em Dorthonion, a leste de Gondolin), "entrelaçando deliberadamente as duas florestas". Damian O'Byrne escreve que "as florestas da Terra Média possuem uma agência sombria própria; são lugares malevolentes onde os caminhos 'mudam e se alteram de maneira estranha'", enquanto Taur-nu-Fuin é "uma região de tal pavor e encantamento sombrio que nem mesmo os orcs a atravessariam, a menos que a necessidade os compelisse".
Os estudiosos de Tolkien, Shelley Saguaro e Deborah Cogan Thacker, afirmam que o papel da Trevamata em O Hobbit é duplo: representar a floresta sombria e proibitiva dos contos de fadas, enquanto Bilbo segue sua jornada em uma narrativa de busca clássica, e possuir qualidades familiares de uma floresta real. As florestas e árvores de O Senhor dos Anéis, no entanto, são "muito mais complexas": as árvores podem mudar, seja por serem "despertadas pelos elfos", como os Ents, ou por "se corromperem", como algumas árvores da Floresta Velha. Saguaro e Thacker observam que as florestas reaparecem em contos de fadas como lugares onde o protagonista se perde, habitados por bruxas, lenhadores e lobos. Eles lembram que, em Árvore e Folha, relato de Tolkien sobre contos de fadas, essas histórias são, em suas palavras, "inanalisáveis ... talvez fora do próprio Tempo". Saguaro e Thacker mencionam a interpretação do psicanalista Bruno Bettelheim, segundo a qual entrar na floresta "significa um espaço psicanalítico – um lugar separado da experiência cotidiana, onde se perder é se encontrar", e a visão alternativa de Jack Zipes, baseada em sua análise dos Irmãos Grimm, de que a floresta torna o encantamento possível, pois as convenções da sociedade não se aplicam ali.

### Comunhão com a natureza não industrializada
O biógrafo de Tolkien, John Garth, escreve que as grandes florestas, as "terras tecidas por árvores" da Terra Média, simbolizam a natureza em oposição ao desenvolvimento e à industrialização, "contra o machado e a fornalha". O próprio Tolkien afirmou, em seu livro de 1964, Árvore e Folha, que a compreensão humana primordial é a "comunhão com outros seres vivos", agora perdida. O estudioso de Tolkien Paul Kocher afirma que a Terra Média é concebida como a própria Terra em um passado distante, quando as florestas primitivas ainda existiam, junto com uma plenitude também perdida. Ele acrescenta que uma floresta como Fangorn "pode ser perigosa e misteriosa, mas suas árvores são os mesmos carvalhos, castanheiras, faias e sorveiras que compõem nossos bosques". Saguaro e Thacker escrevem que, embora possa parecer que Tolkien usa as florestas principalmente para representar o mundo natural, em oposição ao mundo moderno industrial, elas são, na verdade, "uma representação multifacetada, com sutis conexões com contos de fadas e folclore, e um complexo simbolismo psicológico".

### J. R. R. Tolkien
1. ↑  (Carpenter 2023, #131)
2. ↑  (Tolkien 1977), "Quenta Silmarillion", cap. 3 "Da Vinda dos Elfos e da Captura de Melkor"
3. ↑  (Tolkien 1937), cap. 7 "Acomodações Estranhas"
4. ↑  (Tolkien 1977), "Dos Anéis de Poder e da Terceira Era"
5. 1 2  (Tolkien 1954a), livro 1, cap. 6 "A Floresta Velha"}}
6. ↑  (Tolkien 1954a, Livro 1, Cap. 5, "A Conspiração Desmascarada")
7. ↑  (Tolkien 1954a, Livro 2, cap. 6 "Lothlórien", e cap. 7 "O Espelho de Galadriel")
8. ↑  (Tolkien 1980, Parte 2, cap. 1 "A Descrição de Númenor")>
9. ↑  (Tolkien 1954a, Livro 2, cap. 8 "Adeus a Lórien")>
10. ↑  (Tolkien 1954), livro 3, cap. 4 "Barbárvore"}}
11. ↑  (Tolkien 1954, livro 3, cap. 9 "Restos e Detritos")
12. ↑  (Tolkien 1954a), livro 4, cap. 4 "De Ervas e Coelho Guisado"}}
13. 1 2  (Tolkien 1954a, Livro 4, Cap. 7, "Jornada à Encruzilhada")
14. ↑  (Tolkien 1955, Livro 5, cap. 5, "A Cavalgada dos Rohirrim")
15. ↑  (Tolkien 1977, "Índice de Nomes")
16. ↑  (Tolkien 1977, cap. 8 "Do Escurecimento de Valinor")
17. ↑  (Tolkien 1954), livro 3, cap. 3 "Os Uruk-hai"}}

- Carpenter, Humphrey, ed. (2023) [1981]. The Letters of J. R. R. Tolkien: Revised and Expanded Edition [As Cartas de J. R. R. Tolkien: Edição Revisada e Ampliada]. Nova Iorque: Harper Collins. ISBN 978-0-35-865298-4
- Tolkien, J. R. R. (1937).  Anderson, Douglas A., ed. The Annotated Hobbit [O Hobbit Anotado]. Publicado em 2002. Boston: Houghton Mifflin. ISBN 978-0-618-13470-0
- Tolkien, J. R. R. (1954a). The Lord of the Rings: The Fellowship of the Ring [O Senhor dos Anéis: A Sociedade do Anel]. Boston: Houghton Mifflin. OCLC 9552942
- Tolkien, J. R. R. (1954). The Lord of the Rings: The Two Towers [O Senhor dos Anéis: As Duas Torres]. Boston: Houghton Mifflin. OCLC 1042159111
- Tolkien, J. R. R. (1955). The Lord of the Rings: The Return of the King [O Senhor dos Anéis: O Retorno do Rei]. Boston: Houghton Mifflin. OCLC 519647821
- Tolkien, J. R. R. (1977).  Tolkien, Christopher, ed. The Silmarillion. Boston: Houghton Mifflin. ISBN 978-0-395-25730-2
- Tolkien, J. R. R. (1980).  Tolkien, Christopher, ed. Unfinished Tales [Contos Inacabados]. Boston: Houghton Mifflin. ISBN 978-0-395-29917-3